# Ngô Huyện
Ngô Huyện (giản thể: 吴县; phồn thể: 吳縣; bính âm: Wúxiàn; 221 TCN – tháng 12 năm 2000) là một phường và thành phố cũ nằm ở thành phố Tô Châu, tỉnh Giang Tô hiện đại. Tên của nó liên quan đến lịch sử của vùng đất này, vốn là thủ đô của nước Ngô thời Xuân Thu và là đơn vị hành chính cấp huyện tên Ngô qua nhiều triều đại.

## Lịch sử
Trong năm 221 TCN, Tần Thủy Hoàng thành lập huyện Ngô là thủ phủ của quận Cối Kê. Thành phố thường được biết đến với cái tên Cối Kê từ vai trò này trước khi Cối Kê trở lại chính quyền cho đến ngày nay Thiệu Hưng trên bờ nam của vịnh Hàng Châu.
Trong năm 1928, chính phủ ở Trung Hoa Dân Quốc chia nhỏ các khu đô thị ở huyện Ngô và thành lập ra thành phố Tô Châu. Hai năm sau, quyết định được rút lại. Sau khi nước Cộng hòa Nhân dân Trung Hoa được thành lập, thành phố Tô Châu lại được chia tách từ huyện Ngô vào năm 1949. Vào tháng 3 năm 1983, huyện Ngô đã trở thành một quận của thành phố cấp địa khu Tô Châu. Vào tháng 12 năm 2000, nó được chia thành hai huyện, nay được gọi là huyện Ngô Trung và huyện Tương Thành.

## Người đáng chú ý
- Thái Hàm, Họa sĩ triều đại Nhà Thanh